# 身分統制令
身分統制令（みぶんとうせいれい）は、天正19年（1591年）に豊臣秀吉が発した3ヶ条の法令。

## 概要
その内容は、侍（さむらい）、中間（ちゅうげん）、小者（こもの）ら武家奉公人が百姓・町人になること、百姓が耕地を放棄して商いや日雇いに従事すること、逃亡した奉公人をほかの武家が召抱えることなどを禁じたもので、これらに違反した場合は成敗するという。この侍は若党（わかとう）のこと。文禄・慶長の役を控えて武家奉公人と年貢を確保する意図があったとされている。

## 身分の統制ではない
かつては、「侍」を武士一般とする解釈から武士が百姓や町人になることや無断で主君を変えることを禁じた江戸時代の身分制度（いわゆる「士農工商」）の基礎となった法令と位置づけられて、歴史教科書にもそうした観点からの記載がされてきた。だが近年の研究によって、この法令での「侍」の定義は武士一般ではなく「若党」を特定して指していることが明らかになり、この法令は、戦時中（＝文禄・慶長の役）を理由として出された武家奉公人の身分統制を目的とした法令であって、士農工商などの社会全般に対する身分統制との関連性はなく、むしろ江戸時代の奉公人制度に関する法令の先がけとしての再評価がなされるようになった。そのため、この法令を「士農工商の身分を固定する」法令であるという従来の解説は誤りであるとみなされるようになった。

## 内容
原文（「小早川家文書」所収）
一　奉公人侍中間小者あらし子に至迄 去七月奥州へ御出勢より以来 新儀に町人百姓に成者於在之者 其町中地下人として相改一切置へからす　
もし隠置付而は 其一町一在所可被加御成敗事
一　在々百姓等 田畠を打捨 或はあきなひ或は賃仕事に罷出輩有之は 其者之事は不及申 地下中可為御成敗　
并奉公をも不仕田畠も作らさるは 代官給人として堅相改置へからす　
若出無其沙汰は 給人過怠にし其在所可被召上 
為町人百姓於隠置は 其一郷同一町可為曲事 
一　侍小者ニよらす 其主に不乞暇罷出輩一切抱へからす 
能々相改請人をたて可置事 
但右者主人在之て出相届は 互事ニ以之条搦捕 前之主之所ヘ可相渡
若此御法度を相背 其者逃し候ニ付而は 其一人之代ニ三人首をきらせ 彼相手之所へ可下渡
三人之人代於不申付は 不及是非之条 其主人を可被加御成敗事
　右　條々斯定置所　如件
　天正十九年八月廿一日　（秀吉朱印） 